# Tidore (langue)
Le tidore est une langue papoue parlée en Indonésie à Tidore, aux Moluques du Nord, ainsi qu'à Maitara, Mare, la moitié septentrionale des îles Moti (en) et les côtes occidentales d'Halmahera, par 26 000 locuteurs (Wurm et Hattori, 1981). Très proche du ternate. 20 000 locuteurs supplémentaires la parlent comme langue seconde.

## Classification
Le tidore fait partie de la famille des langues halmahera du Nord.

## Sources
- Joost J. J. Pikkert, et Cheryl M. Pikkert, 1995, A First Look at Tidore Phonology , NUSA Vol. 38, pp. 43-70.